# Ariadna canariensis
Ariadna canariensis là một loài nhện trong họ Segestriidae.
Loài này thuộc chi Ariadna. Ariadna canariensis được Jörg Wunderlich miêu tả năm 1995.